# Giovanni Antonio Viscardi
Giovanni Antonio Viscardi, švicarski baročni arhitekt, * 27. december 1645, San Vittore, Švica; † 9. september 1713, München, Nemčija. 
Viscardi je prišel iz družine, ki je vzgojila kar nekaj arhitektov, ki so delovali na Bavarskem, Štajerskem in v Mainzu. Do leta 1689 je deloval kot neodvisni arhitekt, dokler ni postal Zuccallijev naslednik kot bavarski dvorni arhitekt z avstrijsko okupacijo Bavarske leta 1706. 
Viscardijeva najpomembnejša dela so: Teatinska cerkev sv. Kajetana (München), Cerkev svete trojice (München), verjetno njegovo najboljše delo pa je Romarska cerkev Marije Pomagaj v Freystadtu na Bavarskem. 

## Glavna dela
- Nova cerkev sv. Marije v opatiji Fürstenfeld
- Opatija Schläftlarn
- Povečanje Opatije Benediktbauern
- Povečanje palače Nymphenburg
- Bürgersaal, München
- Cerkev svete trojice, München